# José Benito Calderón
José Benito Calderón fue un sacerdote y político peruano. 
En 1818 fue nombrado cura interino del templo de San Juan Bautista en Ccatcca, provincia de Quispicanchi.
Fue elegido por la provincia de Paucartambo como miembro del Congreso General de 1839 que expidió la Constitución Política del Perú de 1839, la quinta de la historia del país, durante el segundo gobierno del mariscal Agustín Gamarra.  